# Arsenio Corsellas
Arsenio Corsellas Serra (en catalán: Arseni Corsellas; Figueras, Gerona, 17 de septiembre de 1933-Madrid, 16 de noviembre de 2019) fue un actor de doblaje español, encargado de doblar a actores como Burt Lancaster, Sean Connery, Jeremy Brett, Nick Nolte, Robert Shaw, Richard Burton, Charlton Heston, Cary Grant, Michael Caine, Jack Nicholson, Donald Sutherland, Rock Hudson o Albert Finney. También fue el encargado de prestar su voz a Humphrey Bogart en el segundo doblaje del filme Casablanca. Intervino en más de mil doblajes.

## Biografía
Hijo de Joan Corsellas y María Serra Puntí, Arsenio Corsellas se inició en Radio Juventud de Barcelona, en los años 50. Poco después pasó a RNE, donde tuvo un primer contacto con el mundo de la interpretación radiofónica en el grupo Teatro invisible, bajo la dirección de Juan Manuel Soriano (a quien él consideraba su maestro y, con el "retiro" de Soriano del doblaje, Corsellas "heredó" algunos actores suyos), de allí ingresó directamente en el gremio de actores de doblaje. Dirigió los doblajes de la mayoría de los films doblados en los estudios Voz de España S.A. de Barcelona, especialmente en los años 60 y 70. Fue director artístico de los estudios "Sonoblok", y en los 80 fundó los estudios "CNR". Tras más de 50 años doblando, dobló a un sinfín de actores: Richard Burton, Burt Lancaster, Rock Hudson, Charlton Heston, Marcello Mastroianni, Donald Sutherland, Christopher Plummer, Charlton Heston, Ugo Tognazzi, Sean Connery, Jack Nicholson, Michael Caine, Nick Nolte, Albert Finney, Philip Baker Hall, Yul Brynner, James Coburn, Cary Grant, Brian Cox, Richard Crenna, Kirk Douglas, Michael Gambon, James Garner, John Gavin, Ian McKellen, Laurence Olivier, Stacy Keach, Gregory Peck, Tyrone Power, Anthony Quinn, Omar Sharif, Robert Shaw (actor), y un largo etcétera. Ugo Tognazzi lo felicitó personalmente por su trabajo doblándolo, pero su actor predilecto era Richard Burton, que —lo confesó en entrevistas— alguna vez visitó su tumba y le dejaba flores. Su último gran trabajo fue doblando a Clint Eastwood en "Mula (película)", en 2019.
Fue actor de cine en 1994 en el film de Mario Camus Amor propio, compartiendo protagonismo con Verónica Forqué y en 2003, encarnando al padre de Pablo Carbonell en la comedia Lo mejor que le puede pasar a un cruasán, bajo la dirección de Paco Mir.

## Número de doblajes de actores más conocidos
- Voz habitual de Sean Connery (en 21 películas).
- Voz habitual de Rock Hudson (en 19 películas).
- Voz habitual de Nick Nolte (en 17 películas).
- Voz habitual de Burt Lancaster (en 17 películas).
- Voz habitual de Christopher Plummer (en 17 películas).
- Voz habitual de Burt Reynolds (en 14 películas).
- Voz habitual de Charlton Heston (en 14 películas).
- Voz habitual de Marcello Mastroianni (en 13 películas).

## Filmografía selecta (actor de doblaje)
- Voz de Alan Oppenheimer en:
  - La historia interminable (1984) - Narrador

- Voz de Albert Finney en:
  - Erin Brokovich (2000) - Edward L. Masry
  - Ocean's Twelve (2004) - Gaspar LeMarque
  - El ultimátum de Bourne (2007) - Dr. Albert Hirsch
  - El legado de Bourne (2012) - Dr. Albert Hirsch
  - 007: Skyfall (2012) - Kincade
  - Jason Bourne (2016) - Dr. Albert Hirsch

- Voz de Burt Lancaster en:
  - ¿Vencedores o vencidos? (1961) - Ernst Janning
  - El tren (1964) - Labiche
  - La batalla de las colinas del whisky (1965) - Coronel Thaddeus Gearhart
  - Aeropuerto (1970) - Mel Bakersfeld
  - La patrulla (1978) - Mayor Asa Barker

- Voz de Burt Reynolds en:
  - Los locos del Cannonball (1981) - J. J. McClure

- Voz de Charlton Heston en:
  - Horizontes azules (1955) - Teniente William Clerk
  - La ley de los fuertes (1957) - Colt Saunders
  - Alarma: vuelo 502 secuestrado (1972) - Capitán Henry 'Hank' O'Hara
  - Cuando el destino nos alcance (1973) - Robert Thorn
  - Terremoto (1974) - Stewart Graff
  - Aeropuerto 75 (1974) - Teniente Alan Murdock
  - La batalla de Midway (1976) - Capitán Matthew Garth
  - Pánico en el estadio (1976) - Capitán Peter Holly
  - En la boca del miedo (1995) - Jackson Harglow
  - Hamlet (1996) - Actor-Rey
  - El planeta de los simios (2001) - Zaius
  - The Order (2001) - Profesor Finley
  - Bowling for Columbine (2002) - El mismo

- Voz de Christopher Lee en:
  - El hombre de la pistola de oro (1974) - Francisco Scaramanga
  - Aeropuerto 77 (1977) - Martin Wallace

- Voz de Christopher Plummer en:
  - Una mente maravillosa (2001) - Dr. Rosen
  - Syriana (2005) - Dean Whiting

- Voz de Clint Eastwood en:
  - Mula (2019) - Earl Stone

- Voz de George Lazenby en:
  - 007: Al servicio secreto de su majestad (1969) - James Bond

- Voz de Herbert Lom en:
  - El hijo de la pantera rosa (1993) - Comisario Charles Dreyfus

- Voz de Humphrey Bogart en:
  - Casablanca (doblaje 1966) (1942) - Rick Blaine

- Voz de Jack Nicholson en:
  - El último magnate (1976) - Brimmer
  - Infiltrados (2006) - Frank Costello
  - Ahora o nunca (2007) - Edward Cole
  - ¿Cómo Sabes Si...? (2010) - Charles Madison

- Voz de James Coburn en:
  - Los siete magníficos (1960) - Britt
  - Los últimos hombres duros (1976) - Zach Provo
  - Servicio de compañía (2001) - Tobías Alcott

- Voz de James Garner en:
  - El diario de Noah (2004) - Noah Caulhoun anciano

- Voz de John Gavin en:
  - Espartaco (1960) - Julio César
  - Psicosis (1960) - Sam Loomis

- Voz de Keir Dullea
  - 2001: Una odisea del espacio (1968) - Dr. David Bowman

- Voz de Kirk Douglas en:
  - Camino de la horca (1951) - Marshal Len Merrick

- Voz de Michael Caine en:
  - Funeral en Berlín (1966) - Harry Palmer
  - Harry Brown (2009) - Harry Brown
  - Viaje al centro de la tierra 2: La isla misteriosa (2012) - Alexander Anderson
  - Ahora me ves... (2013) - Arthur Tressler
  - Asylum: El experimento (2014) - Benjamin Salt
  - El último cazador de brujas (2015) - Padre Dolan
  - La juventud (2015) - Fred Ballinger
  - Ahora me ves 2 (2016) - Arthur Tressler

- - Mi querido dictador (2017) - Anton Vincent

- Voz de Michael Gambon en:
  - El discurso del rey (2010) - Rey Jorge V

- Voz de Nick Nolte en:
  - Límite: 48 horas (1982) - Detective Jack Cates
  - Bajo el fuego (1983) - Russell Price
  - La última solución de Grace Quigley (1984) - Seymour Flint
  - 48 horas más (1990) - Detective Jack Cates
  - El cabo del miedo (1991) - Sam Bowden
  - El aceite de la vida (1992) - Augusto Odone
  - Aflicción (1998) - Wade Whitehouse
  - Trixie (2000) - Senador Drummond Avery
  - La copa dorada (2000) - Adam Verver
  - El buen ladrón (2002) - Bob
  - Northfolk (2003) - Padre Harlan
  - La terminal (2004) - Salchak
  - Paris, je t'aime (2006) - Vincent
  - Warrior (2011) - Paddy Conlon
  - Luck (2011) - Walter Smith
  - Arthur, el soltero de oro (2011) - Burt Johnson
  - Un paseo por el bosque (2015) - Stephen Katz
- Voz de Omar Sharif en:
  - Doctor Zhivago (1965) - Yuri Zhivago

- Voz de Paul Newman en:
  - La leyenda del indomable (1967) - Luke

- Voz de Philip Baker Hall en:
  - Pánico nuclear (2002) - Becker, secretario de defensa

- Voz de Richard Burton en:
  - Becket (1964) - Thomas Becket
  - La noche de la iguana (1964) - Padre Lawrence Shannon
  - El espía que surgió del frío (1965) - Alexander Leamas
  - ¿Quién teme a Virginia Woolf? (1966) - George
  - El desafío de las Águilas (1968) - Mayor Johan Smith
  - Ana de los mil días (1969) - Rey Enrique VIII de Inglaterra
  - Muerte en Roma (Rappresaglia, 1973) - Coronel Herbert Kappler
  - Absolución (1978) - Padre Goddard

- Voz de Richard Crenna en:
  - Acorralado (1982) - Coronel Samuel Trautman

- Voz de Robert Mitchum en:
  - El cabo del miedo (1962) - Max Cady
  - Dead Man (1995) - John Dickinson

- Voz de Robert Shaw en:
  - La batalla de las Ardenas (1965) - Coronel Martin Hessler
  - La última aventura del General Custer (1966) - General George A. Custer
  - La batalla de Inglaterra (1969) - Jefe de escuadrón Skipper
  - El golpe (1973) - Doyle Lonnegan
  - Tiburón (1975) - Sam Quint
  - El corsario escarlata (1976) - Ned Lynch
  - Domingo negro (1977) - Mayor David Kabakov
  - Abismo (1977)  - Romer Treece

- Voz de Rock Hudson en:
  - Pijama para dos (1961) - Jerry Webster

- Voz de Sean Connery en:
  - La mujer de paja (1964) - Anthony Richmond
  - Marnie, la ladrona (1964) - Mark Rutland
  - Shalako (1968) - Moses Zebulon 'Shalako' Carlin
  - La tienda roja (1969) - Roald Amundsen
  - 007: Diamantes para la eternidad (1971) - James Bond
  - La ofensa (1972) - Detective Sergeant Johnson
  - Aeropuesto S.O.S. Vuelo secuestrado (1974) - Coronel Nils Tahlvik
  - El viento y el león (1975) - Mulay Achmed Mohammed
  - Un puente lejano (1977) - Roy Urquhart
  - Cuba (1979) - Maj. Robert Dapes
  - Objetivo mortal (1982) - Patrick Hale
  - 007: Nunca digas nunca jamás (1983) - James Bond
  - La caza del Octubre Rojo (1990) - Capitán Marko Ramius
  - La casa Rusia (1990) - Scott Blair "Barley´
  - Robin Hood: príncipe de los ladrones (1991) - Rey Ricardo
  - Causa justa (1995) - Paul Amstrong
  - Los vengadores (1998) - Sir August de Wynter
  - Jugando con el corazón (1998) - Paul
  - La trampa (1999) - Robert MacDougal
  - Descubriendo a Forrester (2000) - William Forrester
  - La liga de los hombres extraordinarios (2003) - Allan Quatermain

- Voz de William Devane en:
  - Marathon Man (1976) - Peter Janeway

- Voz de Fernando I de León en:
  - El Cid: La leyenda (2003) - José Pozo

## Filmografía (actor)
- 1994 - Amor propio, de Mario Camus - El presidente
- 2003 - Lo mejor que le puede pasar a un cruasán, de Paco Mir - El padre

## Locuciones discográficas (narrador)
- 1967 - La cenicienta, Discos Marfer. Ref. M.704 (1967) - Narrador
- 1967 - Blancanieves y los siete enanitos, Discos Marfer. Ref. M.704 (1967) - Narrador

## Premios
- Atril de Oro[4]

## Monstruos, Fenómenos y Apariciones
En 1989, durante Diciembre de ese año, en TVE1, se emitieron tres anuncios televisivos, realizados por Group Films y encargada por Bassat, Ogilvy & Mather, para Antena 3 de Televisión, sobre su próxima aparición el 25 de enero de 1990, Arsenio Corsellas dijo esta Frase:

Aviso a toda la población: El día 25 de enero se recomienda, permanezcan en sus casas: se podrán ver Monstruos, Fenómenos Sobrenaturales y Extrañas Apariciones. El Día 25 de enero, algo auténticamente sorprendente sucederá en su televisor: ANTENA 3 TELEVISIÓN, La Nueva Televisión. 